# Litteraturfrämjandets stipendiater 1969
Boklotteriet ombildades 1965 till en stiftelse: Litteraturfrämjandet. Anledningen till detta var mest av administrativ karaktär.
Under år 1968 blev överskottet för Boklotteriet cirka 397 000 kronor. Antalet lotter var 1 000 000. 
Litteraturfrämjandet delade 1969 ut följande stipendier:
10 000 kronor
- Erik Asklund
- Nils Beyer
- Tove Jansson
- Jan Myrdal
- Sven Edvin Salje

5 000 kronor
- Sun Axelsson
- Hans O. Granlid
- Gunnar Gunnarsson
- Karl-Gustaf Hildebrand
- Majken Johansson
- Ingemar Leckius
- Björn Runeborg
- John Einar Åberg

3 000 kronor
- Ove Allansson
- Carl-Göran Ekerwald
- Eino Hanski
- Rune Johansson
- Busk Rut Jonsson
- Sören Lindgren
- Karl Gustav Lindkvist
- Peter Ortman
- Elisabeth Peterzén
- Curt Sundberg

Journaliststipendier om 3 000 kronor vardera till
- Caleb J. Anderson
- Hans Axel Holm

Övriga stipendier
- Knut Hansson  2 000 kronor
- Carl Magnus von Seth  2 000 kronor
- Katarina Taikon  1 000 kronor

Stipendier till barn- och ungdomsförfattare
- Gunnel Beckaman  3 000 kronor
- Margit Geijer  3 000 kronor
- Ulf Löfgren  3 000 kronor
- Inger Sandberg och Lasse Sandberg  3 000 kronor
- Irmelin Sandman Lilius  3 000 kronor
- Ingrid Sjöstrand  3 000 kronor
- Bengt Ingelstam  2 000 kronor

Stipendier från Arbetarnas bildningsförbund som erhållit medel från Litteraturfrämjandet
- Macke Nilsson  2 500 kronor
- Yngve Tidman  2 500 kronor
- Litteraturfrämjande verksamhet   5 000 kronor

Stipendium från Arbetarnas bildningsförbund:s Förbundskonferens som erhållit medel från Litteraturfrämjandet om 5 000 kronor till
- Bengt Bratt

Stipendium från Aftonbladet som erhållit medel från Litteraturfrämjandet om 10 000 kronor till
- Christer Persson

Stipendium från Fackförbundens samorganisation som erhållit medel från Litteraturfrämjandet om 5 000 kronor till
- Stig Carlson

Stipendier från Landsbygdens stipendienämnd som erhållit medel från Litteraturfrämjandet på 5 000 kronor vardera till
- Ivan Oljelund
- Lennart Sjögren

Stipendier från tidningen Vi som erhållit medel från Litteraturfrämjandet på 5 000 kronor vardera till
- Svante Foerster
- Göran Palm

Stipendium från Kooperativa Personalalliansen som erhållit medel från Litteraturfrämjandet om 5 000 kronor till
- Birger Lundberg

Litteraturfrämjandets stora pris på 50 000 kronor till
- Werner Aspenström

Litteraturfrämjandets stora romanpris på 15 000 kronor till
- Per Olov Enquist

Carl Emil Englund-priset på 15 000 kronor till
- Lars Norén

För Boklotteriets och Litteraturfrämjandets stipendiater övriga år: Se
- 1949 Boklotteriets stipendiater 1949
- 1950 Boklotteriets stipendiater 1950
- 1951 Boklotteriets stipendiater 1951
- 1952 Boklotteriets stipendiater 1952
- 1953 Boklotteriets stipendiater 1953
- 1954 Boklotteriets stipendiater 1954
- 1955 Boklotteriets stipendiater 1955
- 1956 Boklotteriets stipendiater 1956
- 1957 Boklotteriets stipendiater 1957
- 1958 Boklotteriets stipendiater 1958
- 1959 Boklotteriets stipendiater 1959
- 1960 Boklotteriets stipendiater 1960
- 1961 Boklotteriets stipendiater 1961
- 1962 Boklotteriets stipendiater 1962
- 1963 Boklotteriets stipendiater 1963
- 1964 Boklotteriets stipendiater 1964
- 1965 Litteraturfrämjandets stipendiater 1965
- 1966 Litteraturfrämjandets stipendiater 1966
- 1967 Litteraturfrämjandets stipendiater 1967
- 1968 Litteraturfrämjandets stipendiater 1968
- 1969 Litteraturfrämjandets stipendiater 1969
- 1970 Litteraturfrämjandets stipendiater 1970
- 1971 Litteraturfrämjandets stipendiater 1971
- 1972 Litteraturfrämjandets stipendiater 1972